# Jiří III. Břežský
Jiří III. Břežský (4. září 1611 – 4. července 1664) byl břežský a lehnický kníže z rozrodu slezských Piastovců.
Byl nejstarším synem lehnicko-břežského knížete Jana Kristiána a Doroty Sibyly Braniborské. Byl dvakrát ženatý, ale pouze z prvního sňatku s Žofií Kateřinou (1601–1659), dcerou Karla II., vzešel potomek a to dcera Dorota Alžběta (∞ Jindřich Nasavsko-Dillenburský).